# Trzeci rząd Viktora Orbána
Trzeci rząd Viktora Orbána (węg. Harmadik Orbán-kormány) – rząd Węgier funkcjonujący od 6 czerwca 2014 do 18 maja 2018. Zastąpił drugi gabinet tego samego premiera.

## Historia
Gabinet powstał po wyborach parlamentarnych w 2014, w których Fidesz w koalicji z satelickim ugrupowaniem KDNP ponownie uzyskał większość w Zgromadzeniu Narodowym. W konsekwencji Viktor Orbán po raz trzeci w historii i po raz drugi z rzędu został wybrany na premiera – 10 maja 2014 zatwierdził go krajowy parlament, a cały gabinet po zaprzysiężeniu rozpoczął urzędowanie kilka tygodni później. Gabinet funkcjonował przez całą czteroletnią kadencję Zgromadzenia Narodowego, po czym został zastąpiony przez czwarty rząd dotychczasowego premiera.

## Skład rządu
- Premier: Viktor Orbán (Fidesz)
- Wicepremier i minister bez teki: Zsolt Semjén (KDNP)
- Szef Kancelarii Premiera: János Lázár (Fidesz)
- Minister spraw zagranicznych i handlu: Tibor Navracsics (Fidesz, do 22 września 2014), Péter Szijjártó (Fidesz, od 23 września 2014)
- Minister spraw wewnętrznych: Sándor Pintér (bezpartyjny)
- Minister sprawiedliwości: László Trócsányi (bezpartyjny)
- Minister gospodarki narodowej: Mihály Varga (Fidesz)
- Minister zasobów ludzkich: Zoltán Balog (Fidesz)
- Minister rozwoju: Miklós Seszták (KDNP)
- Minister rolnictwa: Sándor Fazekas (Fidesz)
- Minister obrony: Csaba Hende (Fidesz, do 9 września 2015), István Simicskó (KDNP, od 10 września 2015)
- Szef Gabinetu Premiera: Antal Rogán (Fidesz, od 17 października 2015)
- Minister bez teki: János Süli (bezpartyjny, od 2 maja 2017)
- Minister bez teki: Lajos Kósa (Fidesz, od 2 października 2017)